# Athletic Club 1994-1995
La pagina racchiude la rosa dell'Athletic Club nella stagione 1994-95

## Rosa
| N. |                   | Ruolo | Calciatore            |
| -- | ----------------- | ----- | --------------------- |
|    | Spagna (bandiera) | P     | Juan José Valencia    |
|    | Spagna (bandiera) | P     | Kike                  |
|    | Spagna (bandiera) | D     | Andoni Lakabeg        |
|    | Spagna (bandiera) | D     | Aitor Larrazabal      |
|    | Spagna (bandiera) | D     | Aitor Karanka         |
|    | Spagna (bandiera) | D     | Genar Andrinua        |
|    | Spagna (bandiera) | D     | Óscar Javier Tabuenca |
|    | Spagna (bandiera) | D     | Carlos García         |
|    | Spagna (bandiera) | D     | Óscar Vales           |
|    | Spagna (bandiera) | D     | Bittor Alkiza         |
|    | Spagna (bandiera) | D     | Iñigo Larrainzar      |

| N. |                   | Ruolo | Calciatore            |
| -- | ----------------- | ----- | --------------------- |
|    | Spagna (bandiera) | C     | Josu Urrutia          |
|    | Spagna (bandiera) | C     | Jon Andoni Goikoetxea |
|    | Spagna (bandiera) | C     | Julen Guerrero        |
|    | Spagna (bandiera) | C     | Ander Garitano        |
|    | Spagna (bandiera) | C     | Mikel Cortina         |
|    | Spagna (bandiera) | A     | Ernesto Valverde      |
|    | Spagna (bandiera) | A     | Eduardo Estíbariz     |
|    | Spagna (bandiera) | A     | Gontzal Suances       |
|    | Spagna (bandiera) | A     | Francisco Javier Luke |
|    | Spagna (bandiera) | A     | Ricardo Mendiguren    |
|    | Spagna (bandiera) | A     | José Ángel Ziganda    |

### Staff tecnico
- Allenatore:  Javier Irureta (1ª-26ª giornata) poi  José María Amorrortu (27ª-38ª giornata)

Come da politica societaria la squadra è composta interamente da giocatori nati in una delle sette province di Euskal Herria o cresciuti calcisticamente nel vivaio di società basche.

### Statistiche
- 38: Valencia
- 37: Ziganda
- 35: Garitano
- 34: Alkiza
- 32: Larrazabal, Karanka
- 31: Urrutia
- 28: Goikoetxea
- 27: Guerrero
- 26: Andrinua
- 25: Larrainzar, Óscar Vales
- 21: Mendiguren
- 20: Valverde
- 19: Tabuenca, Estibariz
- 14: Suances, Lakabeg
- 7: Luke
- 5: Cortina
- 1: Carlos García
- 0: Kike

- 13: Guerrero
- 5: Valverde
- 4: Ziganda, Garitano
- 3: Larrazabal,Suances
- 1: Alkiza, Karanka, Goikoetxea, Andrinua, Larrainzar, Mendiguren, Tabuenca

## Vittorie e piazzamenti
- Primera División: 8°
- Copa del Rey: Dopo aver eliminato il Real Betis al primo turno (4-0 e 0-1), negli ottavi di finale l'Athletic viene estromesso dal Deportivo La Coruna (3-0 e 0-0).
- Coppa UEFA: Dopo aver eliminato l'Anorthōsis al primo turno (sconfitta 2-0 e vittoria 3-0) ed il Newcastle (sconfitta 3-2 e vittoria 1-0), negli ottavi di finale l'Athletic viene estromesso dal Parma (sconfitta 4-2 e vittoria 1-0).